# Gyula Mazur
Gyula Mazur (ur. 9 kwietnia 1888 w Budapeszcie, zm. 26 listopada 1953 tamże) – węgierski kolarz, olimpijczyk.
Gyula Mazur wystartował na igrzyskach olimpijskich jeden raz – podczas V Letnich Igrzysk Olimpijskich w 1912 roku w Sztokholmie wziął udział w dwóch konkurencjach. W jeździe indywidualnej na czas na dystansie 315 kilometrów zajął 77. miejsce z czasem 12-50:55,8. W jeździe drużynowej wraz z reprezentacją Węgier zajął 12. miejsce.
Reprezentował barwy klubu Vándorkedv KK.